# 카레라이스
카레라이스(일본어: カレーライス)는 일본의 카레밥이다. 쌀밥에 카레를 곁들인 음식으로, 요쇼쿠의 하나이다. 일본의 국민 음식 가운데 하나로 여겨진다.

## 이름
일본어 "카레라이스(カレーライス)"는 영어 "커리(curry)"에서 빌려온 말인 "카레(カレー)"와 "쌀, 밥"을 뜻하는 영어 "라이스(rice)"에서 빌려온 말인 "라이스(ライス)"를 조합한 말이다.

## 역사
메이지 유신 무렵 일본 혼슈 가나가와현의 요코스카항에 정박해 있던 영국 왕립 해군 식단에 포함되어 있던 커리가 일본 제국 해군 식단에도 도입되었으며, 1890년대 즈음에 해군에서는 요일 감각을 잃기 쉬운 해상에서 토요일 저녁마다 카레라이스가 나오는 습관이 생겼다. 이 영향으로 오늘날 해상자위대에서도 금요일 저녁에 카레라이스가 나온다.

## 만들기
쌀밥에 카레를 얹어 낸다.

## 같이 보기
- 가쓰카레
- 드라이카레
- 수프카레
- 하야시라이스